# Bauernfangen

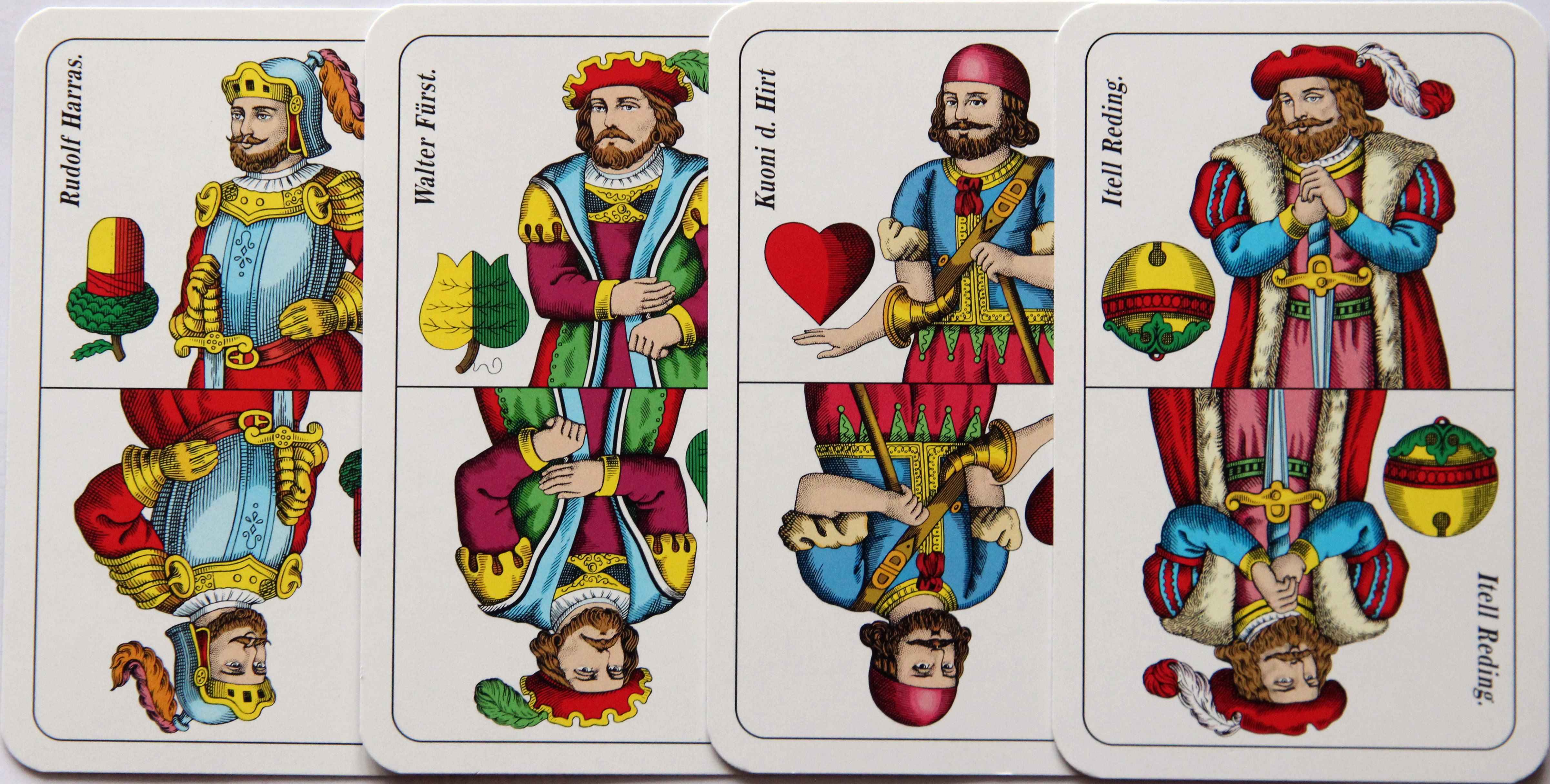
Die vier Bauern

Bauernfangen ist ein altes Stich-Kartenspiel für 4 bis 5 Spieler, das sich früher vor allem in der Region des oberösterreichischen Hausruckviertels großer Beliebtheit erfreute, aber auch im deutschen Sprachraun vom Südböhmen, wo es Bauanfonga genannt wurde. 1930 war Bauernfangen, neben Schafkopf, Schnapsen und seltener Preferanz, eines der beliebten Kartenspiels in Neurohlau. Heute wird es zudem in Niederösterreich gespielt.
Gespielt wird es mit einem französischen oder doppeldeutschen Kartenblatt mit den Farben Herz, Karo (Schelle), Pik (Laub) und Kreuz (Eichel). Pro Farbe gibt es jeweils fünf Spielkarten. Diese sind in absteigender Reihenfolge: Ass, König, Ober, Bauer oder Unter, Zehner. Es gibt keine Trumpffarbe.
In Oberbayern wird unter dem Namen „Bauernfangen“ mit bayrischem Blatt ein Spiel gespielt, welches eher dem „Grasoberln“ ähnelt, worin aber der grüne Unter ersetzt den grünen Ober.

## Regelwerk
Beim Bauernfangen gibt es 4 Hin- und Rückrunden. In den Hinrunden gilt es keinen Bauern im Stich zu haben, in den Rückrunden müssen möglichst viele Bauern „gestochen“ werden.
Zu Spielbeginn wird der Kartengeber ausgelost. Dieser verteilt im Uhrzeigersinn links beginnend die Spielkarten, so dass jeder Spieler die gleiche Anzahl auf der Hand hält. Der vom Geber linkssitzende Spieler spielt der erste Karte aus. Sofern möglich muss die ausgelegte Farbe bedient werden (Farbzwang). Es muss allerdings nicht versucht werden, den Stich zu gewinnen (also kein Stichzwang). Hat ein Spieler die entsprechende Karte nicht in der Hand, kann er eine beliebige Karte abwerfen. Der Spieler mit der höchsten ausgespielten Farbkarte erhält den Stich und spielt die nächste Karte aus. Die Spielrunde ist beendet, wenn alle Bauern gestochen worden sind.

## Wertung
Für die Wertung zählen nur die in der einzelnen Spielrunden gewonnenen Bauern.
In der Hinrunde werden die Einsätze in der Tischmitte zusammengelegt, in der Rückrunde die entsprechenden Summen aus der Tischmitte entnommen. Die Bauern werden wie folgt bewertet:
- Herz-Bauer: 0,40 Euro
- Karo- bzw. Schelle-Bauer: 0,30 Euro
- Pik-Bauer: 0,20 Euro
- Kreuz- bzw. Eichel-Bauer: 0,10 Euro

## Ende des Spiels
Gewinner ist der Spieler, der nach 8 Spielrunden das meiste Geld gewonnen hat.
Je nach Vereinbarung können die 4 Hin- und Rückrunden beliebig oft wiederholt werden.